# Südtirol 1
Südtirol 1 è una stazione radiofonica italiana locale del Trentino-Alto Adige. Nel 2012 l'emittente ha raggiunto nella provincia autonoma di Bolzano una portata giornaliera di 93.000 ascoltatori e con 169.000 ascoltatori totali è seconda radio dopo Ö3 (179.000 ascoltatori). Il programma dell'emittente privata è paragonabile a Ö3 e può essere assegnato al formato radiofonico Adult Contemporary. Südtirol 1 utilizza come notiziario il Südtirol Journal, e la radio viene trasmessa sia via UHF che in DAB+.

## Storia
Südtirol 1 è stata fondata nel 2001. L'emittente è nata dalla Radio Sarner Welle, attiva dal 1978, che dopo un cambio di proprietà ha trasmesso le sue precedenti frequenze a Südtirol 1. Dopo che nel 2004 la società proprietaria dell'emittente radio aveva acquistato una radio diretta concorrente di nome Radio Tirol, nel 2008 si è insediata una nuova radio a Kampill, a Bolzano. Dal 2017 la radio fa parte del portafoglio mediatico del gruppo Athesia-Konzerns.